# درسنامه (وبگاه)
درسنامه یک وبگاه آموزش رایگان بر پایه ایمیل و از راه دور بود که با استقبال خوب کاربران مواجه شد.
در این روش آموزشی کاربرانی که در دوره‌های این وبگاه ثبت نام می‌کردند دروس آموزشی را از طریق ایمیل دریافت نموده و بدون مراجعه به وب سایت، با مطالعه درس‌ها و فراگیری آنها، با ایمیل در آزمون آن درس شرکت نموده و در صورت موفقیت درس بعدی را دریافت می‌نمودند. در پایان، مدرک پایان دوره به ایمیل آن‌ها ارسال می‌گشت. البته این مدرک فقط در سایت درسنامه اعتبار داشته و مدرک تحصیلی معتبر برای سایر موسسات و شرکت‌ها بحساب نمی‌آید.

## شیوه آموزشی

نمایی از سایت درسنامه

در این روش آموزشی بعد از معرفی و درج دوره‌ها در سایت، یک آدرس ایمیل خاص درسنامه به هر دوره تعلق می‌گرفت که کاربر می‌توانست با ارسال یک ایمیل خالی به آن آدرس و تأیید ایمیل ارسالی در آن دوره ثبت‌نام کند و بعد از آن دوره آموزشی به صورت درس به درس با ارسال به ایمیل کاربر برگزار می‌شد.

## دوره‌ها
وبگاه آموزشی درسنامه دارای دوره‌های آموزش از راه دور به وسیله ایمیل بود که عبارتند از:
آشنایی عمومی با روش تحقیق، آموزش مقدماتی فتوشاپ سی اس ۶، مدیریت خشم برای نوجوانان، آشنایی با مفاهیم فیلم، جستجوی قوی با گوگل، مدیریت خشم برای والدین، مایکروسافت آفیس- اکسل، مبانی مدیریت زمان، مبانی علم اقتصاد، الفبای ارتباطات بصری و زبان تصویر، عکاسی دیجیتال ۱، آشنایی مقدماتی با نرم‌افزار آزاد و گنو-لینوکس، مایکروسافت آفیس- پاورپوینت، امنیت در وبلاگ‌نویسی، چگونه رزومه بنویسیم؟، آشنایی با انیمیشن، مبانی گوگل داکس، آموزش مقدماتی سینما، مبانی امنیت در مک، سواد رسانه‌ای، مایکروسافت آفیس- ورد، آشنایی با اچ‌تی‌ام‌ال و فناوری‌های اینترنت برای روزنامه‌نگاران و وبلاگ‌نویس‌ها، توییتر، مبانی گوگل آنالیتیکز، اصول مقدماتی عکاسی، مبانی پشتیبان‌گیری از اطلاعات، استاد بزرگی ایمیل و جیمیل، مبانی امنیت در کامپیوتر و اینترنت، وبلاگ‌نویسی، ویدئونگاری، مینی‌دوره سخنرانی و فن بیان
و همچنین دوره آموزشی هفت سطحی گزارش‌گری چندرسانه‌ای که شامل (گزارشگری در زمانهٔ اینترنت، اخلاق روزنامه‌نگاری، مطبوعات نو، از فکر تا عمل، عکاسی، نوشتن و خواندن، تدوین صدا) است.

## برگزاری آزمون
یک یا دو روز بعد از ارسال هر درس، آزمون آن درس شامل چند سؤال به وسیلهٔ ایمیل و به صورت چندگزینه‌ای برای کاربر ارسال می‌شد که کاربر پس از پاسخ دادن به آن و در صورت موفقیت درس بعدی را دریافت می‌نمود.

## گواهینامه

نمونه‌ای از گواهینامه‌های آموزشی درسنامه

در پایان هر دوره و در صورت موفقیت در آزمون‌های کلیه دروس، گواهینامه رسمی سایت درسنامه برای کاربر از طریق ایمیل ارسال می‌گردید.

## فیلترینگ
در سال ۱۳۹۱ این وب سایت از سوی کمیته فیلترینگ ایران فیلتر شد.

## پایان فعالیت
این مجموعه آموزشی در تیرماه ۱۳۹۶ به کار خود پایان داد